# 卑南渓
卑南渓（ひなん-けい）は、台湾南東部を流れる河川。台東県内の主要な河川であり、卑南大渓と呼ばれることもある。卑南の名前は、原住民である卑南族の頭目を意味する。
中央山脈の卑南主峰を水源とし、鹿野渓、鹿寮渓などの支流と合流し、台東市から太平洋に注いでいる。この間、池上郷、海端郷、関山鎮、鹿野郷、延平郷、卑南郷と、台東県の7つの郷鎮市を流れ、台東平野の灌漑に大きな役割を果たしている。日本統治時代、この河川から水を引き、卑南大圳という灌漑水路が建設された。
流域で最も著名な景勝地として、卑南郷の山里から台東市岩湾までの河段がある。この河段の西岸は独特の景観で、約4kmにわたって続く複雑に削られた地形は「台東の赤壁」と呼ばれ、或いは中国の景勝地黄山に似ていることから「小黄山」とも呼ばれている

## 支流
- 鹿野渓（中国語版）
- 鹿寮渓（中国語版）